# 刘湘 (游泳运动员)
刘湘（1996年9月1日—），女，广东广州人，中国游泳运动员，现世界女子50米仰泳纪录保持者（26秒98），曾代表中國参加2016年里约热内卢奥运会女子50米自由泳项目，曾获得过2015年世界游泳锦标赛女子50米仰泳季军，2018年雅加达亚运会女子50米仰泳金牌和女子50米自由泳銀牌。

## 簡歷
刘湘原名刘嘉欣（小学二年级前），1996年出生在广州，父母都曾經是篮球运动员。她在5岁半时開始学游泳，自小已經贏得很多游泳比賽的冠軍。
2010年，刘湘进入广东队，開始跟随何新中训练。何教練認為她的身体条件并不是最佳，水感一般，力量也较弱，不过神经系统反应很好，爆发力强。及至2012年，刘湘在全国游泳锦标赛夺得女子50米蝶泳冠军，开始在国内泳坛崭露头角。其後，她又贏得2014年全国游泳锦标赛女子50米仰泳金牌，以及2015年全国游泳冠军赛女子50米自由泳金牌。
2015年，刘湘在俄罗斯喀山举行的第16届世界游泳锦标赛上，一举拿得女子50米仰泳铜牌。然而，由於奥运会没有50米仰泳项目，在和主教练何新中商量后，她決定把训练重心逐渐转移到50米自由泳上。此外，在是次世錦賽後，刘湘的微博的粉丝一下子突破了10万，更被称为“中国游泳新女神”。
2016年4月初，刘湘代表广东出战在佛山举行的2016年全国游泳冠军暨里约奥运会选拔赛，她在女子50米自由泳决赛，以24.75秒的成绩获得亚军，顺利达到奥运A标，拿到里約奥运会的入场券。然而，她在奥运会並未有取得好表現，在女子50公尺自由式比賽初賽中只能游出24.91秒，未能晉級。
經歷里約奥运的失敗後，教练改變了對刘湘的训练理念，並借助北京体育大学的体能和科研团队協助，作出针对性的体能训练和技術改良，例如把自由泳划数从过去的45次，下降到39次，大大增强划水效果。2017年7月，在匈牙利布达佩斯舉行的世界游泳锦标赛上，刘湘以24.58秒拿得女子50米自由泳第六名，個人成绩取得了突破。同年9月，刘湘代表廣東出戰中华人民共和国第十三届全国运动会。
在女子50米自由泳预赛中，她出人意料地游出24.32秒的成绩，打破由乐靖宜在1994年创造、已经尘封23年的全国纪录，同时也刷新了日本选手池江璃花子在年初创造的亚洲纪录；在半决赛中，刘湘再一步将亚洲纪录提高到24.04秒；並最終在决赛以24秒07的成绩获得金牌。
2018年8月，刘湘代表中国参加在印尼雅加達举办的亞洲運動會游泳比賽。她在女子50米仰泳决赛中先聲奪人，以26秒98夺得金牌，打破了赵菁在2009年创下的27秒06的世界纪录（赵菁當時是穿着快速泳衣游出此成績），成为首位突破27秒大关的女子仰泳选手。但在其主項女子50米自由泳决赛中，刘湘只游出了24秒60，不敵日本的池江璃花子，僅得銀牌。賽後，她表示：“我觉得今天之所以没能拿金是因为我后半程确实有点累了。另外，在50米自的技术环节上我还需要赛后认真总结、分析和调整。我想今天的第二名会让我更加印象深刻，以后当我训练出现疲惫的时候，我会想起今天的失利，以此来激励自己。”

## 外部連結
- 刘湘在国际奥林匹克委员会的资料
- 刘湘的新浪微博